# Persone di nome Elisabetta/Nobili
| Questa pagina contiene informazioni ricavate automaticamente dalle voci biografiche con l'ausilio del template Bio e di un bot. L'aggiornamento è periodico e automatico e ricostruisce completamente la pagina. Se manca una persona in questa lista, sei pregato di non aggiungerla, ma accertati piuttosto che la sua voce biografica contenga il template Bio e che i dati anagrafici siano correttamente compilati. Se il template Bio manca, inseriscilo tu stesso o, in alternativa, metti l'avviso {{tmp\|Bio}} che ne segnala la mancanza. Se i dati riportati sono sbagliati, correggi direttamente la voce biografica; le modifiche saranno visibili in questa lista entro pochi giorni. Per chiarimenti vedi il progetto antroponimi. La lista contiene solo le 55 persone che sono citate nell'enciclopedia e per le quali è stato implementato correttamente il template Bio. Pagina aggiornata al 6 ago 2025. |

Questa è una lista di persone presenti nell'enciclopedia che hanno il nome Elisabetta e sono nobili.

## A(3)
- Elisabetta di Anhalt, nobile tedesca (Wörlitz, n. 1857 - Neustrelitz, † 1933)
- Elisabetta Albertina di Anhalt-Bernburg, nobile (Bernburg, n. 1693 - Arnstadt, † 1774)
- Elisabetta Albertina di Anhalt-Dessau, nobile (Cölln, n. 1665 - Dessau, † 1706)

## B(2)
- Elisabetta di Borbone-Vendôme, nobile francese (Parigi, n. 1614 - Parigi, † 1664)
- Elisabetta di Baviera-Landshut, nobile tedesca (n. 1383 - Ansbach, † 1442)

## D(24)
- Elisabetta d'Asburgo-Lorena, nobile austriaca (Madrid, n. 1922 - Waldstein, † 1993)
- Elisabetta Maria d'Asburgo-Lorena, nobile (Laxenburg, n. 1883 - Vienna, † 1963)
- Elisabetta Dorotea d'Assia-Darmstadt, nobile (Darmstadt, n. 1676 - Homburg, † 1721)
- Elisabetta Enrichetta d'Assia-Kassel, nobile tedesco (Kassel, n. 1661 - Cölln, † 1683)
- Elisabetta Alessandrina di Borbone-Condé, nobile francese (Parigi, n. 1705 - Parigi, † 1765)
- Elisabetta Maria di Baviera, nobile tedesca (Monaco di Baviera, n. 1874 - Gresten, † 1957)
- Elisabetta di Hannover, nobile inglese (Buckingham Palace, n. 1770 - Francoforte sul Meno, † 1840)
- Elisabetta Guglielmina di Württemberg, nobile (Trzebiatów, n. 1767 - Vienna, † 1790)
- Elisabetta Francesca d'Asburgo-Lorena, nobile (Vienna, n. 1892 - Syrgenstein, † 1930)
- Elisabetta da Comyn, nobile inglese (n. 1299 - † 1372)
- Elisabetta da Montefeltro, nobile (Urbino, n. 1462 - Ferrara, † 1521)
- Elisabetta da Varano, nobile italiana (Camerino - † 1405)
- Elisabetta de Clare, nobile britannica (n. 1295 - † 1360)
- Elisabetta degli Accomanducci, nobile italiana
- Elisabetta Augusta Sofia del Palatinato-Neuburg, nobile tedesca (Brzeg, n. 1693 - Mannheim, † 1728)
- Elisabetta di Baviera, nobile tedesca (n. 1329 - † 1402)
- Elisabetta di Courtenay, nobile francese († 1205)
- Elisabetta Sofia di Holstein-Gottorp, nobile tedesca (Gottorp, n. 1599 - Gottorp, † 1627)
- Elisabetta Sofia di Lorena, nobile francese (Francia, n. 1710 - † 1740)
- Elisabetta di Nevers, nobile francese (n. 1439 - † 1483)
- Elisabetta Richeza di Polonia, nobile polacca (Poznań, n. 1288 - Brno, † 1335)
- Elisabetta di Pomerania, nobile tedesca (n. 1347 - Hradec Králové, † 1393)
- Elisabetta Elena di Thurn und Taxis, nobile tedesca (Ratisbona, n. 1903 - Monaco di Baviera, † 1976)
- Elisabetta di Vermandois, nobile francese (n. 1143 - Arras, † 1183)

## E(14)
- Elisabetta d'Ungheria, nobile e santa ungherese (Sárospatak, n. 1207 - Marburgo, † 1231)
- Elisabetta Visconti, nobile (Milano, n. 1374 - Monaco di Baviera, † 1432)
- Elisabetta di Meißen, nobile tedesca (Wartburg, n. 1329 - † 1375)
- Elisabetta Anna di Prussia, nobile (Potsdam, n. 1857 - Fulda, † 1895)
- Elisabetta di Vermandois, nobile francese (Lewes, † 1131)
- Elisabetta di Boemia, nobile (Praga, n. 1358 - Vienna, † 1373)
- Elisabetta d'Assia, nobile tedesca (Kassel, n. 1539 - Heidelberg, † 1582)
- Elisabetta di Kalisz, nobile tedesca (n. 1263 - Breslavia, † 1304)
- Elisabetta Maria di Münsterberg-Oels, nobile boema (n. 1625 - † 1686)
- Elisabetta del Palatinato, nobile tedesca (Amberg, n. 1381 - Innsbruck, † 1408)
- Elisabetta di Brandeburgo, nobile tedesca († 1231)
- Elisabetta d'Ungheria, nobile ungherese (n. 1128 - † 1154)
- Elisabetta d'Ungheria, nobile ungherese (Ungheria, n. 1236 - † 1271)
- Elisabetta d'Ungheria, nobile ungherese (Ungheria)

## G(1)
- Elisabetta Gonzaga, nobile italiana (n. 1348 - † 1383)

## H(2)
- Elisabetta di Hohenzollern, nobile (Ansbach, n. 1451 - Nürtingen, † 1524)
- Elisabetta di Hohenzollern, nobile (Ansbach, n. 1474 - Römhild, † 1507)

## L(1)
- Elisabetta di Lussemburgo, nobile tedesca (Visegrád, n. 1409 - Győr, † 1442)

## M(1)
- Elisabetta di Meclemburgo-Schwerin, nobile tedesca (Schwerin, n. 1869 - Castello di Schaumburg, † 1955)

## P(2)
- Elisabetta Augusta del Palatinato-Sulzbach, nobile tedesca (Mannheim, n. 1721 - Weinheim, † 1794)
- Elisabetta di Polonia, nobile polacca (n. 1326 - Świątkach, † 1361)

## S(4)
- Elisabetta Sofia di Sassonia-Altenburg, nobile tedesca (Halle, n. 1619 - Gotha, † 1680)
- Elisabetta Dorotea di Sassonia-Gotha-Altenburg, nobile (Coburgo, n. 1640 - Butzbach, † 1709)
- Elisabetta Giuliana di Schleswig-Holstein-Sonderburg-Norburg, nobile tedesca (Nordborg, n. 1634 - Wolfenbüttel, † 1704)
- Elisabetta Stuart, nobile britannica (St. James's Palace, n. 1635 - Castello di Carisbrooke, † 1650)

## W(1)
- Elisabetta Carlotta del Palatinato-Simmern, nobile tedesca (Neumarkt, n. 1597 - Crossen, † 1660)